# Parti du Peuple (Iran)
Le Parti populaire ou Parti du Peuple (persan : حزب مردم; Mardom), aussi appelé parti Mardom, était un parti politique libéral sous l'ère Pahlavi en Iran. 
Il était l'un des deux principaux partis créés par le shah qui souhaitait établir un système à deux partis, en opposition au Parti du Nouvel Iran, autrefois connu comme le Parti des Nationalistes, pour promouvoir al variété politique. Le parti fut dissous en 1975, pour être fusionné dans le nouvellement fondé Parti de la Résurgence, qui mit en place un système de parti unique.

## Chambre basse (Majlis)
| Élection | Sièges   | +/− | Ref |
| -------- | -------- | --- | --- |
| 1956     | 36 / 136 | NC  | :73 |
| 1961     | 65 / 200 | 29  | :73 |
| 1963     | 16 / 200 | 49  | :74 |
| 1967     | 31 / 219 | 15  | :74 |
| 1971     | 37 / 268 | 6   | :74 |

## Chambre haute (Sénat)
| Élection | Sièges | +/− | Ref |
| -------- | ------ | --- | --- |
| 1967     | 4 / 60 |     |     |
| 1971     | 2 / 60 | 2   |     |

## Dans la culture populaire
Selon Ervand Abrahamian, le Parti du Peuple et le Parti du Nouvel Iran ont été indifféremment appelés le Parti-du-Oui, Monsieur (persan : حزب بله‌قربان) et le Parti-du-Oui, Monsieur, bien sûr (persan : حزب چشم‌قربان) par la population, du fait de leur concordance régulière avec le gouvernement, quel qu’il soit, et avec la pensée royale, de même que la similitude de leurs programmes.